# Били Едуардс и непознатият
„Били Едуардс и непознатият“ (на английски: Billy Edwards and the Unknown) е американски късометражен спортен ням филм от 1895 година на продуцента и режисьор Уилям Кенеди Диксън с участието на Били Едуардс и непознат боксьор, по прякор Уоруик.

## Сюжет
Треньорът по бокс и спортен журналист Били Едуардс, бивш боксьор в лека категория, приема предизвикателството на неизвестен боксьор, по прякор Уоруик, да участва в демонстративен боксов мач. Мачът е бил с продължителност от пет рунда по 20 секунди. Голяма зрителска аудитория заема местата покрай ринга, за да наблюдава двубоя.

## В ролите
- Били Едуардс
- Уоруик[3]

## Продукция
Снимките на филма протичат в лабораториите на Томас Едисън в Ню Джърси. Заснети са пет рунда по 20 секунди, всеки от които е бил демонстриран през кинетоскоп. До наши дни са се запазили кадри само от един рунд.